# YBEY
YBEY (англ. YbeY metallopeptidase (putative)) – білок, який кодується однойменним геном, розташованим у людей на довгому плечі 21-ї хромосоми. Довжина поліпептидного ланцюга білка становить 167 амінокислот, а молекулярна маса — 19 298.
| 10         |  | 20         |  | 30         |  | 40         |  | 50         |
| ---------- |  | ---------- |  | ---------- |  | ---------- |  | ---------- |
| MSLVIRNLQR |  | VIPIRRAPLR |  | SKIEIVRRIL |  | GVQKFDLGII |  | CVDNKNIQHI |
| NRIYRDRNVP |  | TDVLSFPFHE |  | HLKAGEFPQP |  | DFPDDYNLGD |  | IFLGVEYIFH |
| QCKENEDYND |  | VLTVTATHGL |  | CHLLGFTHGT |  | EAEWQQMFQK |  | EKAVLDELGR |
| RTGTRLQPLT |  | RGLFGGS    |  |            |  |            |  |            |

A: Аланін

C: Цистеїн

D: Аспарагінова кислота

E: Глутамінова кислота

F: Фенілаланін

G: Гліцин

H: Гістидин

I: Ізолейцин

K: Лізин

L: Лейцин

M: Метіонін

N: Аспарагін

P: Пролін

Q: Глутамін

R: Аргінін

S: Серин

T: Треонін

V: Валін

W: Триптофан

Задіяний у такому біологічному процесі, як альтернативний сплайсинг. 
Білок має сайт для зв'язування з іонами металів, іоном цинку. 
Локалізований у ядрі.